# Korpus Czechosłowacki

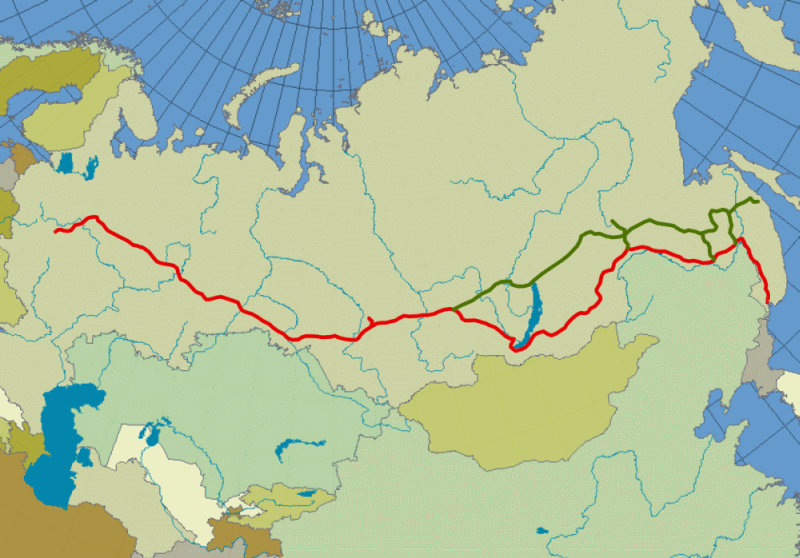
Trasa kolei transsyberyjskiej (linia czerwona Moskwa-Władywostok – jedyna istniejąca w 1918) – strategiczne znaczenie Korpusu Czechosłowackiego w wojnie domowej w Rosji 1918-1920

Korpus Czechosłowacki, Legion Czechosłowacki (cz. Československé vojsko na Rusi, ros. Чехословацкие легионы) – formacja wojskowa utworzona w Rosji carskiej w trakcie I wojny światowej, złożona z jeńców oraz dezerterów narodowości czeskiej i słowackiej z armii austro-węgierskiej, walcząca w 1917 na froncie wschodnim przeciw wojskom Państw Centralnych, następnie od maja 1918 w wojnie domowej w Rosji po stronie Białych.

## Jednostki czechosłowackie podczas I wojny światowej
Pierwszą jednostką sformowaną z ochotników czeskich, mieszkających na terenie Cesarstwa Rosyjskiego, była Drużyna Czeska, sformowana 14 sierpnia 1914, wkrótce po wybuchu wojny. Początkowo liczyła 720 ludzi. Był to oddział kadrowy, zajmujący się m.in. propagandą skierowaną do czeskich i słowackich żołnierzy armii Austro-Węgier, zachęcającą ich do dezercji (wielu czeskich i słowackich żołnierzy nie identyfikowało się z interesami Austro-Węgier, a ponadto z powodu popularnych przed wojną idei panslawistycznych część niechętnie walczyła przeciw Rosji). Oprócz dezerterów indywidualnych na stronę rosyjską przeszedł np. prawie cały 28. Pułk Piechoty 3 kwietnia 1915 i 8. Pułk w maju tego roku. Pierwszą większą jednostką sformowaną z jeńców czeskich i słowackich był Czechosłowacki Pułk Piechoty, który powstał 2 lutego 1916. W maju 1916 przeformowano go w 7,5-tysięczną 1. Czechosłowacką Brygadę Strzelców, składającą się z pułków 1. i 2., a w marcu 1917 utworzono 3. pułk.
W czerwcu 1917 brygada została skierowana na front południowo-zachodni w składzie rosyjskiej 11 Armii. Brygada walczyła podczas ofensywy Kiereńskiego w bitwie pod Zborowem 2 lipca 1917 przeciw wojskom austro-węgierskim. Bitwa ukazała wartość żołnierzy czechosłowackich, po czym 23 sierpnia 1917 utworzono z dotychczasowej brygady 1. „Husycką” Dywizję Piechoty w składzie 4 pułków. Następnie utworzono 2. Dywizję, a pod koniec września Korpus Czechosłowacki o sile 40 000 ludzi. Niewielka liczba żołnierzy czeskich wchodziła ponadto w skład rosyjskiego Pułku Szturmowego gen. Korniłowa.

## Początkowy okres wojny domowej (XI 1917 – V 1918)
W czasie rewolucji październikowej 1917 roku 1. Dywizja była wciąż na froncie, a część korpusu stacjonowała w rejonie Kijowa, gdzie po ogłoszeniu niepodległości Ukrainy (20 listopada) wzięła krótki udział w potyczkach z bolszewikami po stronie ukraińskich sił Rady Centralnej. Kilkuset żołnierzy czeskich dołączyło natomiast w grudniu do antybolszewickich oddziałów białych gen. Michaiła Aleksiejewa na południu Rosji, wchodząc następnie w skład Armii Ochotniczej i ponosząc w toku dalszej kampanii spore straty.

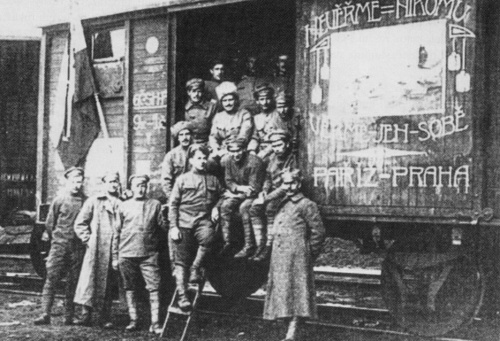
Czescy legioniści

Żołnierze czescy nie zamierzali początkowo wikłać się w wojnę domową, a ich głównym celem była kontynuacja walki z państwami centralnymi i wyzwolenie ziem Czech i Słowacji. Dlatego wraz z zachodnimi państwami Ententy opracowywano plany ewakuacji korpusu i przerzucenia go na front zachodni. W grudniu 1917 na skutek starań Tomaša Masaryka, korpus został uznany za siłę sojuszniczą – część Armii Czechosłowackiej we Francji. Początkowo rozważano północną drogę ewakuacji przez Archangielsk, lecz wkrótce stała się ona niedostępna i jedynym portem wchodzącym w grę stał się Władywostok na Dalekim Wschodzie.
Po podpisaniu przez bolszewicką Rosję pokoju z Państwami Centralnymi w Brześciu 3 marca 1918, nowe władze Rosji zawarły porozumienie z Czechami o ewakuacji Korpusu przez Władywostok do Francji. Jako punkt zborny do dalszej trasy wybrano Penzę. Podczas ewakuacji 1. Dywizji z frontu doszło 10–14 marca 1918 do walk o węzeł kolejowy Bachmacz z Niemcami, chcącymi uniemożliwić ewakuację, lecz wojska czechosłowackie się przebiły. Ewakuacja szła początkowo planowo, lecz stosunki między Czechosłowakami a bolszewikami były napięte. Porozumienie zakładało, że korpus pozostawi bolszewikom większość broni. Kolejne placówki żądały jednak zdawania dalszych ilości broni, a w dodatku na terenie Rosji przebywały duże ilości zmierzających na zachód uwolnionych jeńców niemieckich i austro-węgierskich, których postawa wobec korpusu była niepewna, a wielu zasiliło szeregi Armii Czerwonej. 14 maja 1918 doszło do incydentu pomiędzy Czechami a Austriakami na stacji w Czelabińsku, po którym czescy legioniści siłą odbili aresztowanych przez bolszewików żołnierzy czechosłowackich. Zdarzenie to, zinterpretowane jako bunt, stało się pretekstem do zerwania porozumienia przez bolszewików.

## Interwencja Korpusu w wojnie domowej (V–XII 1918)

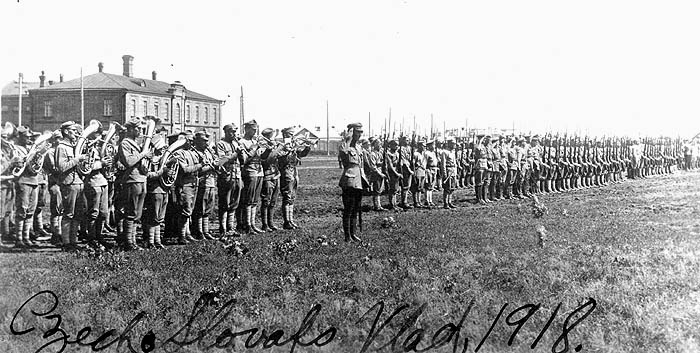
Czechosłowaccy żołnierze we Władywostoku

21 maja 1918 Lew Trocki wydał rozkaz o rozbrojeniu Korpusu, znajdującego się w trakcie ewakuacji wzdłuż całej trasy kolei transsyberyjskiej. Trocki żądał wstrzymania wszystkich ruchów Legionu w kierunku wschodnim, żołnierze po rozbrojeniu mieli wstąpić do Armii Czerwonej lub zostać wcieleni do bolszewickich „batalionów pracy”, czyli stać się przymusową siłą roboczą w Rosji bolszewickiej, a nieposłuszni – zastrzeleni. Bolszewickie oddziały zaatakowały następnie pozycje czeskie w kilku miastach. 22 maja Czechosłowacy odrzucili żądanie Trockiego i pomiędzy 25 maja a 8 czerwca 1918 opanowali większość węzłów kolejowych na trasie magistrali transsyberyjskiej, odcinając połączenie Moskwy z Syberią i Dalekim Wschodem. Gdy ogłoszono instrukcję Trockiego, do Władywostoku dotarło już ok. 14 tys. Czechosłowaków, lecz 20 500 żołnierzy rozciągniętych wzdłuż całej linii kolei objęło nad nią kontrolę, zwykle pokonując w poszczególnych miastach przeważające liczebnie siły bolszewików. W tym czasie państwa Ententy zmieniły stanowisko odnośnie do wykorzystania korpusu i postanowiły użyć go do kontynuowania walk z państwami centralnymi na froncie wschodnim, w celu uniemożliwienia wzmocnienia ich sił na zachodzie. W lecie 1918 siły ententy dokonały desantu w Rosji, interweniując tym samym w wojnie domowej po stronie białych. Po zajęciu Samary przez Korpus, niekomunistyczni deputowani do rosyjskiej Konstytuanty (przede wszystkim eserowcy) utworzyli tam rząd antybolszewicki, tzw. Komucz. Korpus, jako siła sojusznicza związana z Ententą, stał się w konsekwencji najpoważniejszą antybolszewicką siłą militarną na terenach Powołża i Syberii. Żołnierze korpusu zajęli się także szkoleniem 30-tysięcznej Armii Ludowej, podporządkowanej Komuczowi. Wraz z nią zajęli 14 lipca Stawropol nad Wołgą, 22 lipca Symbirsk. Naczelnym dowódcą tego frontu był czechosłowacki generał Jan Syrový.

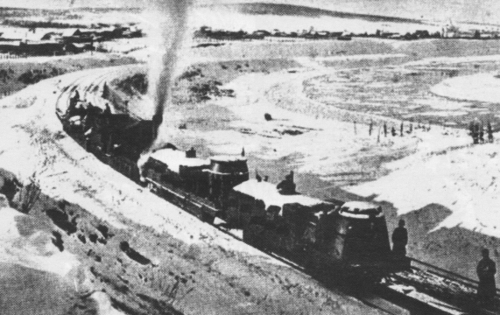
Pociąg pancerny „Orlik”

29 czerwca 1918 Czechosłowacy zdobyli Władywostok, a następnie rejon przyległy do wybrzeża (5. i 8. pułk, wraz z białymi siłami kozaków atamanów Siemionowa i Kałmykowa). Dalsze operacje w rejonie Chabarowska i Ussuri trwały do sierpnia 1918. Problemem pozostały tunele kolejowe na południowy wschód od jeziora Bajkał, zajęte przez bolszewików i przygotowane do wysadzenia w powietrze. Walki o nie trwały między 14 lipca a 16 sierpnia 1918 (walczył tam 6. Pułk gen. Gajdy i 1. Batalion Szturmowy wraz ze sprzymierzonymi oddziałami białych: Oficerskim Pułkiem Barnaulskim i kozakami płk. Trofimowa). Ostatecznie zdobyto tunele uszkodzone, lecz nadające się do szybkiej odbudowy. 1 września 1918 cała linia od Wołgi do Władywostoku znalazła się w posiadaniu sojuszniczym.
Na przełomie lipca i sierpnia 1918 z kolejnych ochotników utworzono 3. Dywizję Piechoty (9., 10., 11. i 12. pułk) oraz pułk kawalerii, a w październiku drugi pułk kawalerii. Liczebność korpusu doszła do 70 000 ludzi. Artyleria korpusu po reorganizacji obejmowała trzy pułki artylerii polowej i trzy bataliony artylerii ciężkiej. Legion posiadał zdobyty w lipcu 1918 pociąg pancerny „Orlik” oraz improwizowane jednostki tego rodzaju i zdobyczne samochody pancerne, a także lotnictwo. Warto zauważyć, że w 1919 oddziały czechosłowackie wprowadziły własny wzór umundurowania, tzw. władywostocki, szyty na zamówienie w Japonii.
7 sierpnia 1918 legion wraz z rosyjską Armią Ludową (oddział „biały”) zdobył Kazań, a w nim rezerwy złota Banku Rosji, przejęte przez Komucz. Jednakże po wzmocnieniu sił Armii Czerwonej bolszewicy przeszli do ofensywy i odbili 10 września Kazań, następnie Symbirsk, Syzrań i w październiku Samarę. Rządy Komucza zastąpił w tym czasie Dyrektoriat, a 18 listopada – dyktatura admirała Aleksandra Kołczaka, któremu pomagał ambitny czeski gen. Radola Gajda (po późniejszym zdymisjonowaniu go, Gajda próbował 17 listopada 1919 dokonać nieudanego przewrotu przeciw Kołczakowi).

## Walki osłonowe i ewakuacja (1919–1920)

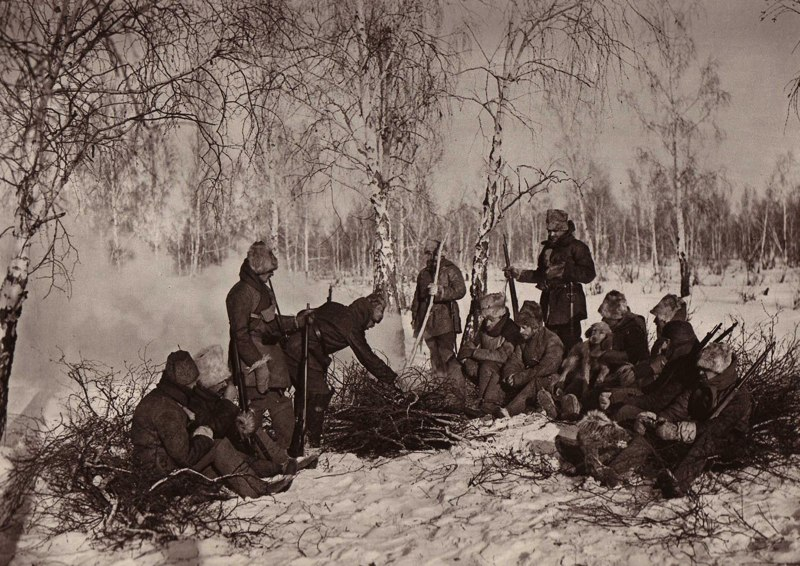
Na pozycjach w zimie

W tym czasie, wobec zakończenia się I wojny światowej i powstania niepodległej Czechosłowacji, żołnierze korpusu zaczęli tracić motywację do dalszych walk w charakterze strony w rosyjskiej wojnie domowej. Zrażała ich także polityka Kołczaka i sił go popierających. Nominalnym dowódcą korpusu i sił sojuszniczych na tym terenie został francuski generał Maurice Janin, który przybył w grudniu 1918 (dowódcą operacyjnym pozostał gen. Syrový). Po uzgodnieniu z siłami białych i ententą, na początku 1919 oddziały czechosłowackie zaczęły wycofywać się z pozycji w rejonie Uralu i przeszły do ochrony linii komunikacyjnych na Syberii, w dalszym ciągu uczestnicząc w walkach z oddziałami czerwonej partyzantki i pościgach za nią (w maju aż do granicy mongolskiej). Najcięższe walki toczyły się w 1919 w rejonie Mariińsk-Niżnieudinsk.
W październiku 1919 prezydent Czechosłowacji Masaryk zarządził wycofanie korpusu do kraju (w tym czasie również inne armie ententy rozpoczęły ewakuację z Rosji, a białe siły admirała Kołczaka poniosły serię porażek i znalazły się w odwrocie). Pod koniec 1919 i na początku 1920 roku Korpus zaczął wycofywać się koleją transsyberyjską do Władywostoku. Również wycofujący się pociągiem admirał Kołczak abdykował 4 stycznia 1920 pod naciskiem ententy, po czym 7 stycznia sprzymierzeni powierzyli go pod opiekę 6 Pułkowi Piechoty, wraz z wiezionymi przez niego rezerwami złota. Jednakże w zamian za zapewnienie swobody ewakuacji przez rejon Irkucka oraz Bajkału, dowództwo Korpusu w porozumieniu z gen. Janinem wydało admirała Kołczaka oraz carskie rezerwy złota rządowi eserowsko-mienszewickiemu (Ośrodek Polityczny – Politcentr) w Irkucku. Po przejściu Politcentru irkuckiego 21 stycznia pod kontrolę bolszewików, 7 lutego 1920 Kołczak został przez nich rozstrzelany.
W trakcie ewakuacji korpus utrudniał równoległy transport żołnierzy polskiej 5 Dywizji Strzelców Polskich (Syberyjskiej) pod dowództwem płk. Waleriana Czumy, która zgodnie z ustaleniami sprzymierzonych, miała stanowić straż tylną wycofujących się oddziałów białych. Na skutek tego, 5 Dywizja została odcięta przez bolszewików. Tylko nieliczni żołnierze polscy zdołali się wycofać i po transporcie morskim przez Pacyfik i Morze Śródziemne trafić na front wojny polsko-bolszewickiej w lipcu 1920 roku.
Do 2 września 1920 roku wszyscy żołnierze Korpusu Czechosłowackiego opuścili drogą morską tereny dalekowschodniej Rosji, po czym przez Europę Zachodnią dotarli do Czechosłowacji. Ewakuowano 56 459 żołnierzy i 11 271 cywilów. W walkach na terenie Rosji poległo 4112 żołnierzy Korpusu.

## Organizacja
Korpus Czechosłowacki:
- 1 Husycka Dywizja Piechoty
  - 1 Pułk Piechoty „Jan Hus”
  - 2 Pułk Piechoty „Jiří z Poděbrad”
  - 3 Pułk Piechoty „Jan Žižka z Trocnova”
  - 4 Pułk Piechoty „Prokop Veliký”

- 2 Dywizja Piechoty
  - 5 Praski Pułk Piechoty „T.G. Masaryk”
  - 6 Hanacki Pułk Piechoty
  - 7 Tatrzański Pułk Piechoty
  - 8 Śląski Pułk Piechoty

- 3 Dywizja Piechoty
  - 9 Pułk Piechoty „Karel Havlíček Borovský”
  - 10 pp „Jan Sladký Kozina”
  - 11 pp „František Palacký”
  - 12 pp „Milan Rastislav Štefánik”

- 1. Pułk Kawalerii „Jan Jiskra z Brandýsa”
- 2. Syberyjski Pułk Kawalerii

- 1. Batalion Szturmowy